# UTC-07:00
UTC−7 là giờ được sử dụng trong:
- Giờ tiêu chuẩn miền Núi (Mountain Standard Time Zone)
- Giờ ánh sáng ngày Thái Bình Dương (Pacific Daylight Time Zone)
- Canada
  - Phần Thung lũng Sông Hòa Bình ở British Columbia.
  - Arizona
  - La Paz
  - Yukon
- México
  - Baja California Sur*,
  - Chihuahua* (áp dụng UTC−7 năm 1998),
  - Nayarit* (phần lớn tiểu bang)
  - Sinaloa*,
  - Sonora

Thời gian này hiện tại: 8/03/2025 11:49:09